# 粕毛村
粕毛村（かすげむら）は、秋田県山本郡にあった村。現在の藤里町の西半分にあたる。

## 地理
- 山：茂谷山、藤里駒ヶ岳、冷水岳、小岳、二ツ森、次郎左衛門岳、焼山、獅子鼻岳、長場内岳、蝦夷岩山、独鈷森
- 河川：粕毛川

素波里ダムは当時は未完成。粕毛川の上流にある渓谷は鹿瀬内沢という。奥にある藤里駒ケ岳も江戸時代の絵図に、カセナイと記させているものもある。

## 歴史
- 1889年（明治22年）4月1日 - 町村制の施行により、粕毛村、矢坂村の区域をもって発足。
- 1955年（昭和30年）3月31日 - 藤琴村と合併して藤里村が発足。同日粕毛村廃止。
- 1963年（昭和38年）11月1日 - 藤里村が町制施行して藤里町となる。